# Der Wunderapostel
Der Wunderapostel ist ein Spielfilm des deutschen Regisseurs, Drehbuchautors, Produzenten und Schauspielers Thomas Busse aus dem Jahr 1995. Mit seinem Erstlingswerk, nach Hans Sterneders gleichnamigem Roman Der Wunderapostel sowie Auszügen aus Der Sonnenbruder wollte Busse dazu anregen, über spirituelle Themen nachzudenken. Die Dreharbeiten zu dem aufwändigen Epochenfilm erstreckten sich über drei Jahre. Der Film erhielt 1995 erste Kinoaufführungen.
2015 wurde das Filmmaterial HD-abgetastet und neubearbeitet. Es fand eine erneute DVD-Auswertung statt.

## Kritik
Das Lexikon des Internationalen Films bezog Stellung: „Ein weitgehend von Laien produzierter Thesenfilm. Die relativ aufwendige Machart kann nicht über den fragwürdigen Inhalt hinwegtäuschen.“